# (3179) Beruti
(3179) Beruti (1962 FA) – planetoida z grupy pasa głównego asteroid okrążająca Słońce w ciągu 5,47 lat w średniej odległości 3,1 au. Odkryta 31 marca 1962 roku.